# Abraxas infrabifasciata
Abraxas infrabifasciata là một loài bướm đêm trong họ Geometridae.